# Nasrallah Sfeir

Mar Nasrallah Boutros Sfeir (arabiska: الكاردينال مار نصر الله بطرس صفير), född 15 maj 1920 i Rayfoun i Libanon, död 12 maj 2019 i Achrafieh i Beirut, var en libanesisk maronitisk-katolsk präst som var patriark av maronitiska kyrkan 1986–2011. Han var också kardinal i Romersk-katolska kyrkan sedan 1994, en position han kunde inneha eftersom maroniterna har full sakramental enhet med påven i Rom.
Som patriark för maroniterna efterträddes han 2011 av Bechara Boutros al-Rahi.

## Biografi
Nasrallah Sfeir studerade i Beirut, tog 1950 examen i filosofi och teologi vid Université Saint-Joseph, och prästvigdes samma år den 7 maj. Han tjänade först i sin födelsestads församling, men utsågs 1956 till sekreterare vid patriarkatet i Bkerké. Ungefär samtidigt blev han även utnämnd till professor i litterär översättning och filosofi. 1961 utsågs han till biskop av Tarsus, och den 27 april 1986 valdes han till Anthony Peter Khoraishs efterträdare som patriark över Maronitiska kyrkan. Påve Johannes Paulus II upphöjde honom till kardinal 26 november 1994.
När Nasrallah Sfeir tillträdde som patriark hade han skaffat sig god inblick i uppdraget, som anställd hos två av sina föregångare. Han hade blivit känd för allmänheten sedan han under inbördeskriget i Libanon 1975-1990 blev en röst för förnuft och sans. Han har dessutom ofta yttrat sig till stöd för fattiga och marginaliserade människor, samt tagit strid emot politiska och sociala orättvisor. I såväl sina predikningar som i böcker har han ägnat sig åt Libanons framtid, med visioner om frihet och välgång. Under sina första år som patriark höll han sig borta från politiken, men från 1989 började han bli en politisk person av betydelse i landet.